# Sike Renáta
Sike Renáta (Nagyatád, 1978. július 10. –) világbajnoki bronzérmes magyar sportlövő.

## Sportpályafutása
1992-ben kezdett a sportlövészettel foglalkozni. Az 1995-ös junior Európa-bajnokságon sportpisztollyal 10., csapatban ötödik lett. A következő évben a junior Eb-n egyéniben és csapatban is negyedik lett. Az 1997-es junior Európa-bajnokságon hetedik lett, csapatban másodikként végzett. Az 1998-as junior légfegyveres Eb-n 11., csapatban 6. volt. Sportpisztollyal 12., csapatban második helyezést szerzett. A junior világbajnokságon légpisztollyal ötödik, csapatban aranyérmes, sportpisztollyal ötödik, csapatban hatodik lett. 1999-ben a felnőtt Európa-bajnokságokon légpisztollyal egyéniben 60., csapatban 13., sportpisztollyal 54. volt. 2000-ben légpisztollyal egyéniben 29., csapatban 11. volt az Európa-bajnokságon.
Sportpisztollyal a 2001-es légfegyveres Eb-n egyéniben hetedik, csapatban negyedik lett. Az év végén a legjobb magyar sportlövőnőnek választották. 2002-ben a légfegyveres Eb-n 13. volt. A világbajnokságon légpisztollyal 31., sportpisztollyal 13. lett. A következő évben az Európa-bajnokságokon sportpisztollyal egyéniben 25., csapatban 5., légpisztollyal 18., csapatban nyolcadik volt. 2004-ben a légfegyveres Eb-n a 36., csapatban a 9. helyen végzett.
2005-ben a légfegyveres Európa-bajnokságon egyéniben 12. volt, csapatban negyedik helyezést szerzett. A következő évben az Európa-bajnokságon légpisztollyal egyéniben 12., csapatban ötödik helyen zárt. A világbajnokságon pisztollyal egyéniben 38., csapatban 12., légpisztollyal egyéniben 37., csapatban 15. lett. 2007-ben a légfegyveres Európa-bajnokságon egyéniben 48., csapatban 12. helyezést ért el. A sportlövő Európa-bajnokságon egyéniben 17., csapatban 11. lett. 2008-ban légpisztollyal 40. volt az Eb-n.
A 2009-es légfegyveres Eb-n egyéniben 42., csapatban ötödik helyezést szerzett. A sportlövő Európa-bajnokságon 34. lett, csapatban 11. helyen zárt. A 2010-es világbajnokságon légpisztollyal 83., csapatban 25., sportpisztollyal 65. volt. 2011-ben a légfegyveres Európa-bajnokságon 40., csapatban ötödik helyen végzett. A sportlövő Eb-n 32. helyezést szerzett egyéniben, hatodikat csapatban. A 2012-ben a kontinensbajnokságon légpisztollyal 16., csapatban második lett.
A 2013-as légyfegyveres Európa-bajnokságon egyéniben 21., csapatban ötödik volt. A sportlövő Eb-n 20. helyen végzett egyéniben, nyolcadikon csapatban. A következő évben légpisztollyal az Európa-bajnokságon 19., csapatban hatodik lett. 2014. szeptember 10-én sportpisztoly egyéni, majd 12-én légpisztoly csapat versenyszámban is bronzérmes lett a 2014-es sportlövő világbajnokságon Granadában. Ezzel megszerezte Magyarország számára az első olimpiai kvótát a 2016-os nyári olimpiai játékokra. Csapatban sportpisztollyal nyolcadik, légpisztoly egyéniben ötödik volt. A világkupa-döntőn sportpisztollyal ötödik lett. 2015 márciusában szintén bronzérmes lett női pisztoly versenyszámban az arnhemi 10 méteres Európa-bajnokságon. Csapatban hetedik helyen végzett. A 2015. évi Európa-játékokon sportpisztollyal 13. volt. Az Európa-bajnokságon sportpisztollyal 16., csapatban negyedik helyezést ért el.
Az olimpián az alapverseny során 288 körig jutott, ami a 23. helyre rangsorolta ekkor. A második szakaszban, a gyors lövészetben szinte pontosan ugyannyi pontig jutott, mint az előző szakaszban, itt 289 körig jutott, így összesítésben 577 körrel a 16. helyen zárt, míg a döntőbe a legjobb 8 került.
A 2020-as légfegyveres Eb-n csapatban (Major Veronika, Fábián Sára) hatodik volt.
A 2022-es Európa-bajnokságon sportpisztollyal bronzérmes, csapatban (Major, Csonka) ötödik lett.

## Díjai, elismerései
- Az év magyar sportlövője (2001, 2014, 2022[13])